# Proedromys
Proedromys là một chi động vật có vú trong họ Cricetidae, bộ Gặm nhấm. Chi này được Thomas miêu tả năm 1911. Loài điển hình của chi này là Proedromys bedfordi Thomas, 1911.

## Các loài
Chi này gồm các loài: